# Lega Basket Serie A de 2021–22
A Temporada 2021–22 da Liga Italiana de Basquetebol foi a 100ª edição da competição de elite entre clubes profissionais de basquetebol masculino na Itália. A liga será disputada por 16 equipes após o ingresso de GeVi Napoli e Bertram Derthona Basket oriundos da Serie A2 e o rebaixamento da tradicional equipe do Pallacanestro Cantù.
A disputa da temporada regular é prevista entre 26 de setembro de 2021 e 18 de junho de 2022 e como prévia as equipes competirão na Supercopa (oficialmente: LBA Supercoppa Discovery+).
A equipe da Virtus Bologna defende seu título e busca seu 17º título.

## Clubes Participantes
| Clube                         | Localização     | Arena            | Capacidade |
| ----------------------------- | --------------- | ---------------- | ---------- |
| Allianz Pallacanestro Trieste | Trieste         | PalaTrieste      | 6.943      |
| A\|X Armani Exchange Milano   | Milão           | Mediolanum Forum | 12.700     |
| Banco di Sardegna Sassari     | Sássari         | PalaSerradimigni | 5.000      |
| Betram Derthona Tortona       | Tortona         | PalaOltrepò      | 1.500      |
| Carpegna Prosciutto Pesaro    | Pésaro          | Arena Adriática  | 10 323     |
| Dolomiti Energia Trento       | Trento          | PalaTrento       | 4.360      |
| Fortitudo Kigili Bologna      | Bolonha         | Arena Land Rover | 5 570      |
| Germani Brescia               | Bréscia         | PalaGeorge       | 5.500      |
| GeVi Napoli                   | Nápoles         | PalaBarbuto      | 5.500      |
| Happy Casa Brindisi           | Brindisi        | PalaPentassuglia | 3.534      |
| Nutribullet Treviso Basket    | Treviso         | PalaVerde        | 5 344      |
| Openjobmetis Varese           | Varese          | PalA2A           | 5.100      |
| Umana Reyer Venezia           | Veneza          | Taliercio        | 3.506      |
| UNAHOTELS Reggio Emilia       | Régio da Emília | PalaBigi         | 4.600      |
| Vanoli Cremona                | Cremona         | PalaRadi         | 3.527      |
| Virtus Segafredo Bologna      | Bolonha         | Unipol Arena     | 9.513      |

## Temporada Regular
| Casa\Visitante                | ALL     | ARM   | BAN     | BER    | CAR    | DOL     | FOR    | GER   | GEV    | HAP    | NUT     | OPE    | UMA   | UNA    | VAN   | VBO    |
| ----------------------------- | ------- | ----- | ------- | ------ | ------ | ------- | ------ | ----- | ------ | ------ | ------- | ------ | ----- | ------ | ----- | ------ |
| Allianz Pallacanestro Trieste |         | 71-68 | 74-83   | 88-57  | 89-78  | 70-69   | 96-60  | 80-72 | 77-75  | 84-82  | 84-83   | 70-86  | 65-78 | 83-85  | 75-80 | 94-79  |
| A\|X Armani Exchange Milano   | 102-84  |       | 79-50   | 72-60  | 91-57  | 73-79   | 74-64  | 76-62 | 90-67  | 92-87  | 85-55   | 95-77  | 93-68 | 84-74  | 70-61 | 102-99 |
| Banco di Sardegna Sassari     | 74-83   | 92-90 |         | 83-87  | 75-73  | 88-80   | 85-79  | 65-76 | 74-75  | 102-75 | 94-80   | 104-99 | 63-66 | 96-93  | 98-82 | 108-73 |
| Bertram Derthona Tortona      | 80-74   | 64-81 | 95-89   |        | 70-86  | 76-50   | 74-64  | 81-74 | 83-77  | 78-87  | 77-92   | 84-90  | 77-65 | 93-98  | 97-92 | 93-76  |
| Carpegna Prosciutto Pesaro    | 74-61   | 85-82 | 75-73   | 81-90  |        | 75-79   | 88-87  | 83-88 | 83-100 | 86-84  | 105-108 | 94-75  | 75-85 | 69-72  | 93-87 | 77-96  |
| Dolomiti Energia Trento       | 75-74   | 73-79 | 66-74   | 85-80  | 82-83  |         | 84-77  | 78-72 | 85-72  | 96-78  | 75-79   | 84-90  | 81-94 | 69-77  | 84-68 | 88-102 |
| Fortitudo Kigili Bologna      | 96-60   | 75-86 | 84-103  | 74-92  | 87-66  | 86-69   |        | 86-93 | 56-64  | 67-73  | 83-70   | 101-94 | 77-91 | 80-81  | 85-83 | 82-85  |
| Germani Brescia               | 87-76   | 82-74 | 97-86   | 77-79  | 110-78 | 110-78  | 97-81  |       | 98-88  | 88-67  | 101-78  | 102-71 | 80-69 | 80-69  | 86-73 | 74-103 |
| GeVi Napoli                   | 89-82   | 63-73 | 72-78   | 82-79  | 84-85  | 72-81   | 86-89  | 68-70 |        | 79-69  | 82-70   | 74-82  | 76-81 | 82-85  | 91-88 | 92-89  |
| Happy Casa Brindisi           | 96-87   | 53-79 | 89-80   | 82-99  | 89-91  | 78-80   | 105-93 | 83-88 | 89-75  |        | 99-95   | 72-75  | 81-80 | 89-75  | 87-65 | 76-83  |
| Nutribullet Treviso Basket    | 88-94   | 80-74 | 64-71   | 72-70  | 63-73  | 78-73   | 93-99  | 69-94 | 67-77  | 96-90  |         | 96-78  | 80-76 | 86-76  | 96-83 | 76-113 |
| Openjobmetis Varese           | 76-92   | 79-82 | 96-110  | 86-75  | 76-87  | 90-89   | 103-92 | 75-72 | 89-98  | 71-84  | 80-89   |        | 76-68 | 67-106 | 90-78 | 80-81  |
| Umana Reyer Venezia           | 84-77   | 69-74 | 70-76   | 69-61  | 77-68  | 72-65   | 77-72  | 82-93 | 79-75  | 80-78  | 78-68   | 82-93  |       | 94-74  | 88-71 | 65-84  |
| UNAHOTELS Reggio Emilia       | 103-109 | 63-67 | 85-81   | 84-89  | 86-77  | 74-78   | 88-77  | 80-61 | 102-90 | 72-56  | 67-62   | 82-84  | 78-85 |        | 58-64 | 81-90  |
| Vanoli Cremona                | 75-80   | 86-93 | 89-80   | 73-74  | 84-88  | 112-105 | 94-78  | 76-88 | 96-93  | 73-80  | 74-67   | 94-78  | 85-82 | 62-76  |       | 75-87  |
| Virtus Segafredo Bologna      | 94-79   | 83-65 | 102-100 | 101-83 | 88-75  | 95-88   | 76-70  | 79-57 | 86-75  | 90-82  | 84-66   | 97-56  | 81-77 | 78-70  | 79-71 |        |

## Classificação
| Pos. | Clube                         | P  | J  | V  | D  | P+   | P-   | SP   | Classificação           |
| ---- | ----------------------------- | -- | -- | -- | -- | ---- | ---- | ---- | ----------------------- |
| 1    | Virtus Segafredo Bologna      | 52 | 30 | 26 | 4  | 2666 | 2364 | 302  | Playoffs                |
| 2    | A\|X Armani Exchange Milano   | 48 | 30 | 24 | 6  | 2465 | 2155 | 310  | Playoffs                |
| 3    | Germani Brescia               | 42 | 30 | 21 | 9  | 2524 | 2310 | 214  | Playoffs                |
| 4    | Bertram Derthona Tortona      | 34 | 30 | 17 | 13 | 2418 | 2412 | 6    | Playoffs                |
| 5    | Umana Reyer Venezia           | 34 | 30 | 17 | 13 | 2331 | 2297 | 34   | Playoffs                |
| 6    | Banco di Sardegna Sassari     | 34 | 30 | 17 | 13 | 2541 | 2449 | 92   | Playoffs                |
| 7    | UNAHOTELS Reggio Emilia       | 30 | 30 | 15 | 15 | 2409 | 2401 | 8    | Playoffs                |
| 8    | Carpegna Prosciutto Pesaro    | 28 | 30 | 14 | 16 | 2408 | 2518 | -110 | Playoffs                |
| 9    | Allianz Pallacanestro Trieste | 28 | 30 | 14 | 16 | 2390 | 2464 | -74  |                         |
| 10   | Nutribullet Treviso Basket    | 24 | 30 | 12 | 18 | 2366 | 2509 | -143 |                         |
| 11   | Happy Casa Brindisi           | 24 | 30 | 12 | 18 | 2440 | 2499 | -59  |                         |
| 12   | Openjobmetis Varese           | 24 | 30 | 12 | 18 | 2470 | 2655 | -185 |                         |
| 13   | Dolomiti Energia Trento       | 22 | 30 | 11 | 19 | 2345 | 2447 | -102 |                         |
| 14   | GeVi Napoli                   | 22 | 30 | 11 | 19 | 2393 | 2455 | -62  |                         |
| 15   | Fortitudo Kigili Bologna      | 18 | 30 | 9  | 21 | 2429 | 2511 | -82  | Rebaixado para Serie A2 |
| 16   | Vanoli Cremona                | 16 | 30 | 8  | 22 | 2386 | 2535 | -149 | Rebaixado para Serie A2 |

## Playoffs

### Quartas de final
| Time 1                      | Série | Time 2                     | 1º Jogo  | 2º Jogo | 3º Jogo | 4º Jogo | 5º Jogo |
| --------------------------- | ----- | -------------------------- | -------- | ------- | ------- | ------- | ------- |
| Virtus Segafredo Bologna    | 3 - 0 | Carpegna Prosciutto Pesaro | 82 - 76  | 70 - 51 | 75 - 55 | -       | -       |
| Bertram Derthona Tortona    | 3 - 1 | Umana Reyer Venezia        | 66 - 77  | 70 - 58 | 73 - 63 | 72 - 60 | -       |
| A\|X Armani Exchange Milano | 3 - 0 | UNAHOTELS Reggio Emilia    | 91 - 82  | 91 - 65 | 89 - 59 | -       | -       |
| Germani Brescia             | 1 - 3 | Banco di Sardegna Sassari  | 104 - 97 | 85 - 91 | 68 - 98 | 95 - 98 | -       |

### Semifinal
| Time 1                      | Série | Time 2                    | 1º Jogo | 2º Jogo | 3º Jogo | 4º Jogo | 5º Jogo |
| --------------------------- | ----- | ------------------------- | ------- | ------- | ------- | ------- | ------- |
| Virtus Segafredo Bologna    | 3 - 0 | Bertram Derthona Tortona  | 77 - 73 | 91 - 70 | 77 - 69 | -       | -       |
| A\|X Armani Exchange Milano | 3 - 0 | Banco di Sardegna Sassari | 88 - 71 | 91 - 82 | 87 - 69 | -       | -       |

### Final
| Time 1                   | Série | Time 2                      | 1º Jogo | 2º Jogo | 3º Jogo | 4º Jogo | 5º Jogo | 6º Jogo | 7º Jogo |
| ------------------------ | ----- | --------------------------- | ------- | ------- | ------- | ------- | ------- | ------- | ------- |
| Virtus Segafredo Bologna | 2 - 4 | A\|X Armani Exchange Milano | 62 - 66 | 75 - 68 | 82 - 94 | 62 - 77 | 84 - 78 | 64 - 81 | -       |

## Premiação
| Serie A 2021–22                          |
| Lombardia                                |
| ---------------------------------------- |
| A\|X Armani Exchange Milano (29° título) |

## Frecciarossa Final Eight - Pésaro 2022
A edição de número 54 da Copa da Itália de Basquetebol na temporada 2021-22 ocorrerá entre os dias 16 e 20 de fevereiro de 2022 na Arena Vitrifrigo na cidade de Pésaro, casa do Carpegna Prosciutto Pesaro.
|  | Quartas de finais            | Quartas de finais               | Quartas de finais        |                                 |                          | Semifinais                      | Semifinais | Semifinais |  |  | Final    | Final                     | Final |
|  |                              |                                 |                          |                                 |                          |                                 |            |            |  |  |          |                           |       |
|  |                              |                                 |                          |                                 |                          |                                 |            |            |  |  |          |                           |       |
|  | Lombardia                    | AX Armani Exchange Milano       | 88                       |                                 |                          |                                 |            |            |  |  |          |                           |       |
|  | Sardenha                     | Banco di Sardegna Sassari       | 68                       |                                 |                          |                                 |            |            |  |  |          |                           |       |
|  | Sardenha                     | Banco di Sardegna Sassari       | 68                       |                                 | Lombardia                | AX Armani Exchange Milano       | 93         |            |  |  |          |                           |       |
|  |                              |                                 |                          |                                 | Lombardia                | AX Armani Exchange Milano       | 93         |            |  |  |          |                           |       |
|  |                              | Lombardia                       | Germani Brescia          | 63                              |                          |                                 |            |            |  |  |          |                           |       |
|  | Trentino-Alto Adige/Südtirol | Lombardia                       | Germani Brescia          | 63                              | Dolomiti Energia Trento  | 73                              |            |            |  |  |          |                           |       |
|  | Trentino-Alto Adige/Südtirol |                                 |                          |                                 | Dolomiti Energia Trento  | 73                              |            |            |  |  |          |                           |       |
|  | Lombardia                    | Germani Brescia                 | 78                       |                                 |                          |                                 |            |            |  |  |          |                           |       |
|  |                              |                                 |                          |                                 |                          |                                 |            |            |  |  | Piemonte | AX Armani Exchange Milano | 78    |
|  |                              |                                 |                          | Bertram Derthona Basket Tortona | 61                       |                                 |            |            |  |  |          |                           |       |
|  | Friul-Veneza Júlia           | Allianz Pallacanestro Trieste   | 82                       |                                 |                          |                                 |            |            |  |  |          |                           |       |
|  | Piemonte                     | Bertram Derthona Basket Tortona | 94                       |                                 |                          |                                 |            |            |  |  |          |                           |       |
|  | Piemonte                     | Bertram Derthona Basket Tortona | 94                       |                                 | Piemonte                 | Bertram Derthona Basket Tortona | 94         |            |  |  |          |                           |       |
|  |                              |                                 |                          |                                 | Piemonte                 | Bertram Derthona Basket Tortona | 94         |            |  |  |          |                           |       |
|  |                              | Emília-Romanha                  | Virtus Segafredo Bologna | 82                              |                          |                                 |            |            |  |  |          |                           |       |
|  | Emília-Romanha               | Emília-Romanha                  | Virtus Segafredo Bologna | 82                              | Virtus Segafredo Bologna | 93                              |            |            |  |  |          |                           |       |
|  | Emília-Romanha               |                                 |                          |                                 | Virtus Segafredo Bologna | 93                              |            |            |  |  |          |                           |       |
|  | Apúlia                       | Happy Casa Brindisi             | 81                       |                                 |                          |                                 |            |            |  |  |          |                           |       |

### Premiação
| Frecciarossa Final Eight 2022 (Pésaro)          |
| Lombardia                                       |
| ----------------------------------------------- |
| Campeão A\|X Armani Exchange Milano (8° título) |

## Supercoppa Discovery+ 2021
|  | Quartas de final | Quartas de final                | Quartas de final            |                          |                          | Semifinais          | Semifinais | Semifinais |  |  | Final     | Final                       | Final |
|  |                  |                                 |                             |                          |                          |                     |            |            |  |  |           |                             |       |
|  |                  |                                 |                             |                          |                          |                     |            |            |  |  |           |                             |       |
|  | Marcas           | Carpegna Prosciutto Pesaro      | 51                          |                          |                          |                     |            |            |  |  |           |                             |       |
|  | Vêneto           | Umana Reyer Venezia             | 83                          |                          |                          |                     |            |            |  |  |           |                             |       |
|  | Vêneto           | Umana Reyer Venezia             | 83                          |                          | Apúlia                   | Happy Casa Brindisi | 67         |            |  |  |           |                             |       |
|  |                  |                                 |                             |                          | Apúlia                   | Happy Casa Brindisi | 67         |            |  |  |           |                             |       |
|  |                  | Lombardia                       | A\|X Armani Exchange Milano | 72                       |                          |                     |            |            |  |  |           |                             |       |
|  | Apúlia           | Lombardia                       | A\|X Armani Exchange Milano | 72                       | Happy Casa Brindisi      | 76                  |            |            |  |  |           |                             |       |
|  | Apúlia           |                                 |                             |                          | Happy Casa Brindisi      | 76                  |            |            |  |  |           |                             |       |
|  | Sardenha         | Banco di Sardegna Sassari       | 66                          |                          |                          |                     |            |            |  |  |           |                             |       |
|  |                  |                                 |                             |                          |                          |                     |            |            |  |  | Lombardia | A\|X Armani Exchange Milano | 84    |
|  |                  |                                 | Emília-Romanha              | Virtus Segafredo Bologna | 90                       |                     |            |            |  |  |           |                             |       |
|  | Lombardia        | A\|X Armani Exchange Milano     | 108                         |                          |                          |                     |            |            |  |  |           |                             |       |
|  | Vêneto           | Nutribullet Treviso Basket      | 60                          |                          |                          |                     |            |            |  |  |           |                             |       |
|  | Vêneto           | Nutribullet Treviso Basket      | 60                          |                          | Emília-Romanha           | Umana Reyer Venezia | 71         |            |  |  |           |                             |       |
|  |                  |                                 |                             |                          | Emília-Romanha           | Umana Reyer Venezia | 71         |            |  |  |           |                             |       |
|  |                  | Vêneto                          | Virtus Segafredo Bologna    | 72                       |                          |                     |            |            |  |  |           |                             |       |
|  | Emília-Romanha   | Vêneto                          | Virtus Segafredo Bologna    | 72                       | Virtus Segafredo Bologna | 74                  |            |            |  |  |           |                             |       |
|  | Emília-Romanha   |                                 |                             |                          | Virtus Segafredo Bologna | 74                  |            |            |  |  |           |                             |       |
|  | Piemonte         | Bertram Derthona Basket Tortona | 66                          |                          |                          |                     |            |            |  |  |           |                             |       |

### Premiação
| Supercoppa Discovery+ 2021           |
| Emília-Romanha                       |
| ------------------------------------ |
| Virtus Segafredo Bologna (2° título) |

## Clubes italianos em competições internacionais
| Clube                      | Competição        | Resultado                                                    |
| -------------------------- | ----------------- | ------------------------------------------------------------ |
| AX Armani Exchange Olimpia | EuroLiga          | Eliminado - Playoffs por 1 - 3 para Anadolu Efes             |
| Dolomiti Energia Trento    | EuroCopa          | Eliminado - Temporada regular com 1v - 15d                   |
| Segafredo Virtus Bologna   | EuroCopa          | Campeão                                                      |
| Umana Reyer Venezia        | EuroCopa          | Eliminado - Oitavas de finais para Boulogne Metropolitans 92 |
| Banco di Sardegna Sassari  | Liga dos Campeões | Eliminado - Fase de grupos como 4º no Gr.A (1v - 5d)         |
| Happy Casa Brindisi        | Liga dos Campeões | Eliminado - Fase de grupos como 4º no Gr.G (1v - 5d)         |
| Nutribullet Treviso Basket | Liga dos Campeões | Eliminado - Segunda fase como 4º no Gr. J (0v - 6d)          |
|                            | Copa Europeia     |                                                              |